# Cámara de Comercio de Guayaquil
La Cámara de Comercio de Guayaquil  es una organización formada por personas naturales como empresarios o dueños de pequeños, medianos o grandes comercios con la finalidad de incrementar la productividad del país o de la ciudad en la que se encuentre.

## Historia
La Cámara de Comercio Guayaquil es una persona jurídica de derecho privado sin fines de lucro, que se rige a base de las disposiciones de la Ley de Cámaras de Comercio, su propio estatuto social, reglamentos y adicional con sujeción a las normas pertinentes de los Códigos de Comercio y Civil. 
Esta entidad tiene como propósito el incremento del comercio dentro de la ciudad, procurar la prosperidad de sus socios, y ejercer una influencia cívica que genere aportación dentro del desarrollo de la ciudad. 
Esta institución privada tuvo origen en el año 1889, donde las principales casas comerciales de lo que era, en ese entonces, Guayaquil se reunían con frecuencia en resguardo de sus intereses. De esta manera surge la creación de la institución debido a la necesidad de la intervención de entidades gubernamentales. 
El 5 de junio de 1889  fue remitido en el Palacio de Gobierno en Quito, un Decreto de fundación, por el expresidente ecuatoriano, Antonio Flores Jijón, decreto que sería un soporte para la entidad estatal ya que podría convertirse en un medio de consulta para ellos. 
En 1909 se amplió a “Cámara de Comercio y Agricultura”. En 1934 a “Cámara de Comercio, Agricultura e Industrias”, y en 1938 volvió a denominarse “Cámara de Comercio de Guayaquil”. 
En 1965 la junta militar anuncio la aplicación de impuestos al sector comercial, debido a esta postura política, el presidente del grupo de asociados Luis Orrantia, marcó un hito histórico  al convocar a los socios para formar la rebeldía tributaria, obligando a  la junta a revisar su postura, tras provocar un paro nacional. 
En el mismo año,  en la avenida Olmedo se inauguró la primera sede gremial, perteneciente a la Cámara de Comercio de Guayaquil, lo cual les permitió ofrecer más servicios como capacitaciones a los socios, y asesorías a la solución de conflictos.  La sede de la actual Cámara de Comercio fue inaugurada en el 2001. 
53 autoridades han sido la cabeza principal de esta institución privada, entre los cuales la empresaria María Gloria Alarcón, ha sido la única representante del género femenino hasta la actualidad. 
El economista Miguel Ángel González Guzmán es quien preside la institución desde 2021, en conjunto con el Directorio, trabajando con el fin de buscar el libre comercio de la ciudad y del país. 

### Organismos-Asociados
Los organismos que conforman la Cámara están segmentados entre públicos y privados. Entre los principales socios públicos se encuentra Ilustre Municipio de Guayaquil y el IESS. Por otro lado, entre los asociados del sector privado se encuentran al Terminal Portuario de Guayaquil, CONTENCON Guayaquil S.A. y el Banco Guayaquil.

### Aniversario
Cada 6 de junio la Cámara de Comercio de Guayaquil celebra su aniversario.